# Öxabäcks IF
L'Öxabäcks IF, aussi parfois appelé Öxabäck IF, est un club suédois de football basé à Öxabäck. Il est surtout connu pour sa section féminine, pionnière du football féminin suédois.

## Histoire

### Naissance de la section féminine

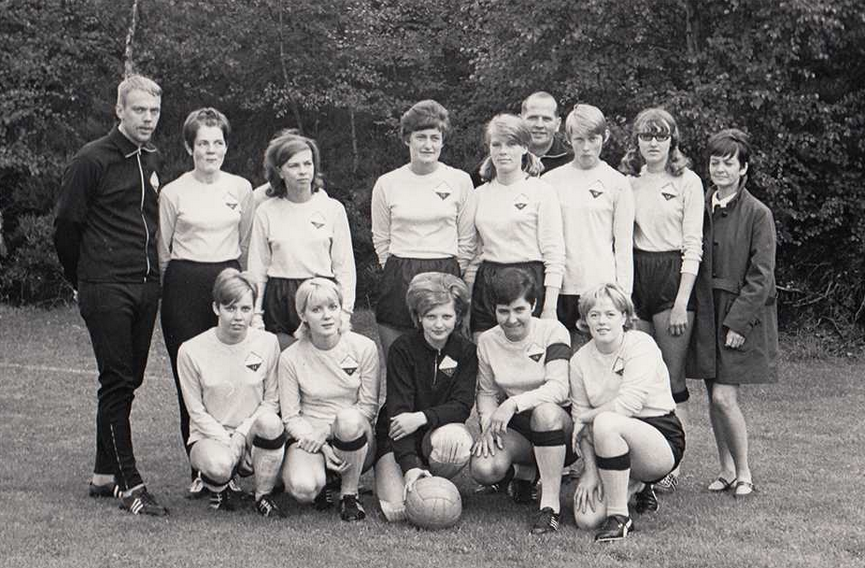
L'Öxabäck IF en 1968.

L'équipe féminine d'Öxabäck est créée en 1966 par les ouvrières de l'usine de textile de la ville d'Öxabäck, la Gefafabrik. L'Öxabäcks IF accepte de créer cette section féminine à condition que les joueuses prennent en charge tous les volets de leur aventure, notamment financier. Les joueuses se financent avec des loteries, cousent elles-mêmes leurs équipements, et sont privées du terrain en gazon de la section masculine et reléguées sur un terrain annexe en gravier.
En 1968, sous l'impulsion de l'Öxabäcks IF, une ligue féminine est créée dans le comté d'Öxabäck, le Västra Götaland. Le club dispute le tout premier match face à Hyssna en avril.

### L'Öxabäcks IF domine le football féminin suédois
Dans les années 1970, le gouvernement suédois met en place une politique favorisant l'égalité des sexes, mais aussi la démocratisation du sport. L'équipe féminine d'Öxabäck profite de ce contexte favorable, même si les préjugés et les inégalités restent marquées.
Lors du premier championnat de Suède féminin officiel, en 1973, Öxabäck  remporte la finale en battant Rättvik 3-0. Le club est une des équipes dominant le football féminin suédois, alors qu'elles manquent de soutien financier et qu'elles viennent d'un village rural de 300 habitants.
Après trois sacres en championnat dans les années 1970 (1973, 1975 et 1978), Öxabäck en décroche trois supplémentaires dans les années 1980 (1983, 1987 et 1988). Cette décennie voit aussi le club dominer la coupe de Suède avec pas moins de six sacres entre 1985 et 1991.

### Le déclin de la section féminine
Avec la nouvelle formule du championnat de Suède à partir de 1988, la compétition n'est plus un tournoi final entre vainqueurs de ligues régionales mais une ligue nationale. Cette formule demande plus de moyens aux clubs, qui doivent se déplacer plus loin. Öxabäck commence alors à décliner, face à la concurrence économique des clubs des grandes villes suédoises.
En 1999, l'équipe féminine disparait, victime de ses problèmes financiers.

## Palmarès
Championnat de Suède féminin (6) :
- Champion en 1973, 1975, 1978, 1983, 1987 et 1988

Coupe de Suède féminine (6) :
- Vainqueur en 1985, 1986, 1987, 1988, 1989 et 1991